# Pedro Reyes
Pedro Antonio Reyes González (Antofagasta, 13 de novembro de 1972) é um ex-futebolista chileno que atuava como defensor.

## Carreira
Ele esteve presente na Copa de 1998 e nos Olimpíadas de 2000. Participou também de duas edições da Copa América.
Encerrou sua carreira em 2008, atuando pelo Antofagasta, clube que o revelou, em 1991.